# RISE—苏格兰左翼联盟
RISE－苏格兰左翼联盟（英語：RISE – Scotland's Left Alliance）是苏格兰的一个已不存在的左翼选举联盟，曾具有注册政党地位。该联盟的名称中的“RISE”是“Respect, Independence, Socialism and Environmentalism”（尊重、独立、社会主义和环境保护主义）的缩写。该联盟成立于2015年8月29日。该联盟成立之初，得到了国际社会主义团体的成员和苏格兰社会党的部分成员的支持。2015年7月，共和共产主义网络表示支持该联盟。2020年11月6日，该联盟解散。该联盟的意识形态是反资本主义、生态社会主义、苏格兰独立、苏格兰共和主义。该联盟的领袖是Jonathon Shafi。该联盟的总部位于格拉斯哥。